# Jackie Thomae
Jackie Thomae (* 1972 v Halle an der Saale) je německá novinářka a spisovatelka.
Původně recenzentka a ghostwriterka na sebe poprvé výrazněji upozornila bestsellerem Eine Frau – ein Buch (Žena – kniha), kterou napsala spolu s Heike Blümnerovou. V roce 2015 vyšla v nakladatelství Hansen její románová prvotina Momente der Klarheit (Okamžiky jasu). V ní se Thomae věnovala stárnutí coby procesu, kdy v různých fázích života zažíváme okamžiky uvědomění a proměny vlastní identity. Podobným tématem se Jackie Thomae zabýva i v románu Brüder (Bratři), který vyšel v roce 2019 opět v berlínském nakladatelství Hansen a byl nominován na Německou knižní cenu (Deutscher Buchpreis). Dějová linka knihy sleduje životní osudy dvou bratrů, kteří se navzájem neznají, a provádí čtenáře z prostředí Německé demokratické republiky přes Londýn a Paříž až po Jižní Ameriku. V roce 2020 byla za tento román oceněna Düsseldorfskou literární cenou (Düsslerdorfer Literaturpreis).
V březnu 2022 se v živém online-vysílání premiérově představí české veřejnosti prostřednictvím účasti v pořadu Terra Litera, v jehož rámci Goethe-Institut Česká republika přestavuje nové literární talenty z Německa.

## Dílo
- Eine Frau – ein Buch. (s Heike Blümnerovou). Süddeutsche Zeitung, Mnichov 2008, ISBN 9783866156524.
- Let's face it: Das Buch für alle, die älter werden. (s Heike Blümnerovou).  Blanvalet, Mnichov 2011, ISBN 9783764503642.
- Man muss die Falten feiern, wie sie fallen: Das Buch für alle, die älter werden. Blanvalet, Mnichov 2012, ISBN 9783442379590.
- Momente der Klarheit. Román. Hanser Berlin, Berlín 2015, ISBN 9783446249431.
- Brüder. Román. Hanser Berlin, Berlín 2019, ISBN 9783446264151.